# Atoniomyia mollis
Atoniomyia mollis là một loài ruồi trong họ Asilidae. Atoniomyia mollis được Hermann miêu tả năm 1912. Loài này phân bố ở vùng Tân nhiệt đới.